# Географія Індії
Індія — південноазійська країна, що займає півострів Індостан, прилеглі області та архіпелаги . Загальна площа країни 3 287 263 км² (7-ме місце у світі), з яких на суходіл припадає 2 973 193 км², а на поверхню внутрішніх вод — 314 070 км². Площа країни утричі менша за площу США. 

## Назва
Офіційна назва — Республіка Індія, Індія (англ. Republic India, India; гінді भारत गणराज्य — Бхаратія Ганараджья, Бхарат). Назва країни походить від топоніму Хіндустан (перс. هندوستان), що був запозичений з перської мови, де «хінд/сінд» — індуси, люди за Індом, а «стан» — країна, тобто країна індусів. Арабською мовою Індія відома як аль-Хінд (араб. الهند). Назва річки Інд, Сіндху (гінді सिन्धु) дала назву й землям по обидва береги. Терміни Хінд і Індостан вживалися у XI столітті ісламськими завойовниками, що утворили Делійський султанат. Пізніше монголи у своїй Імперії Великих Моголів продовжували ними користуватись. Після завоювання Індії британцями давньогрецька назва країни Індія поширилась на усі британські володіння в Південній Азії до острова Цейлон і Південно-Східної Азії. Індійці називають свою країну Бхарат від Бхаратаварші — країна бхаратів. Бхарата — герой давньоіндійського епосу «Махабхарата», а також індійське плем'я, що існувало на початку I тис. до н. е.

## Географічне положення
Індія — південноазійська країна, що межує з шістьма іншими країнами: на півночі — з Китаєм (спільний кордон — 2659 км), Непалом (1770 км) і Бутаном (659 км), на сході з М'янмою (1468 км) і Бангладеш (4142 км), на заході — з Пакистаном (3190 км). Загальна довжина державного кордону — 13 888 км. Індія на заході омивається водами Аравійського моря, на сході Бенгальської затоки Індійського океану. На півдні вузька Полкська протока і Манарська затока відділяють державу від Шрі-Ланки. Протокою Грейт-Ченнел між островами Великий Нікобар і Суматра проходить морський кордон між Індією та Індонезією. Загальна довжина морського узбережжя 7000 км.

Карта Індії від ООН (англ.)Карта Індії від ООН (англ.)
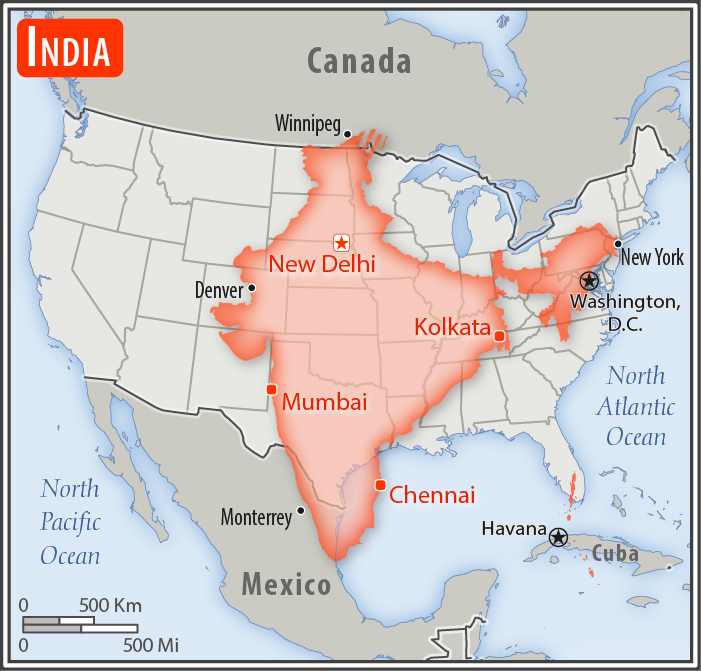
Порівняння розмірів території Індії та США
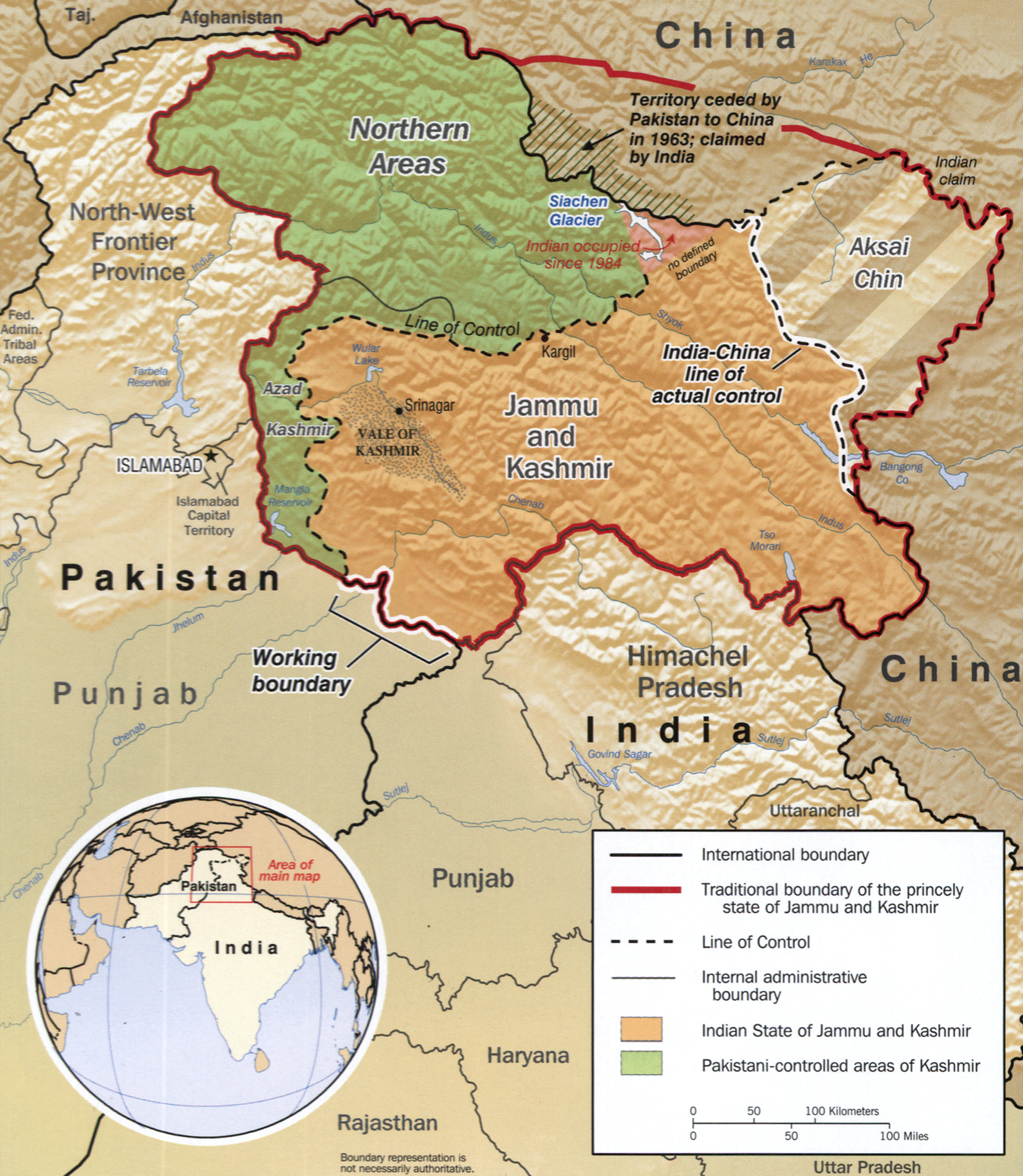
Спірні території в Кашмірі

Згідно з Конвенцією Організації Об'єднаних Націй з морського права (UNCLOS) 1982 року, протяжність територіальних вод країни встановлено в 12 морських миль (22,2 км). Прилегла зона, що примикає до територіальних вод, в якій держава може здійснювати контроль, необхідний для запобігання порушень митних, фіскальних, імміграційних або санітарних законів, простягається на 24 морські милі (44,4 км) від узбережжя (стаття 33). Виключна економічна зона встановлена на відстань 200 морських миль (370,4 км) від узбережжя. Континентальний шельф — 200 морських миль (370,4 км) від узбережжя, або до континентальної брівки (стаття 76).

### Час
Час у Індії: UTC+5,5 (+3,5 години різниці часу з Києвом).

## Геологія

### Корисні копалини
Надра Індії багаті на ряд корисних копалин: кам'яне вугілля, залізну руду, марганець, слюди, боксити, рідкісноземельні елементи, титанові руди, хроміти, природний газ, алмази, нафту, вапняк.

## Рельєф
Середні висоти — 160 м; найнижча точка — рівень вод Індійського океану (0 м); найвища точка — гора Канченджанґа (8598 м). Індія розташована на Індо-Гангській рівнині, частині Гімалаїв і Каракорума. Близько ¾ території країни — рівнини і плоскогір'я. Майже весь Індостан займає Деканське плоскогір'я (300—900 м над рівнем моря). На північному заході великі території займають базальтові покриви (трапи). На півдні півострова — столові масиви висотою до 2700 м. На півночі від Індостану в обширному передгірському прогині — алювіальна Індо-Гангська рівнина, над якою з півночі трьома крутими сходинками підіймається найвища гірська система Землі — Гімалаї (висота в Індії до 8126 м) і гори Каракорум.

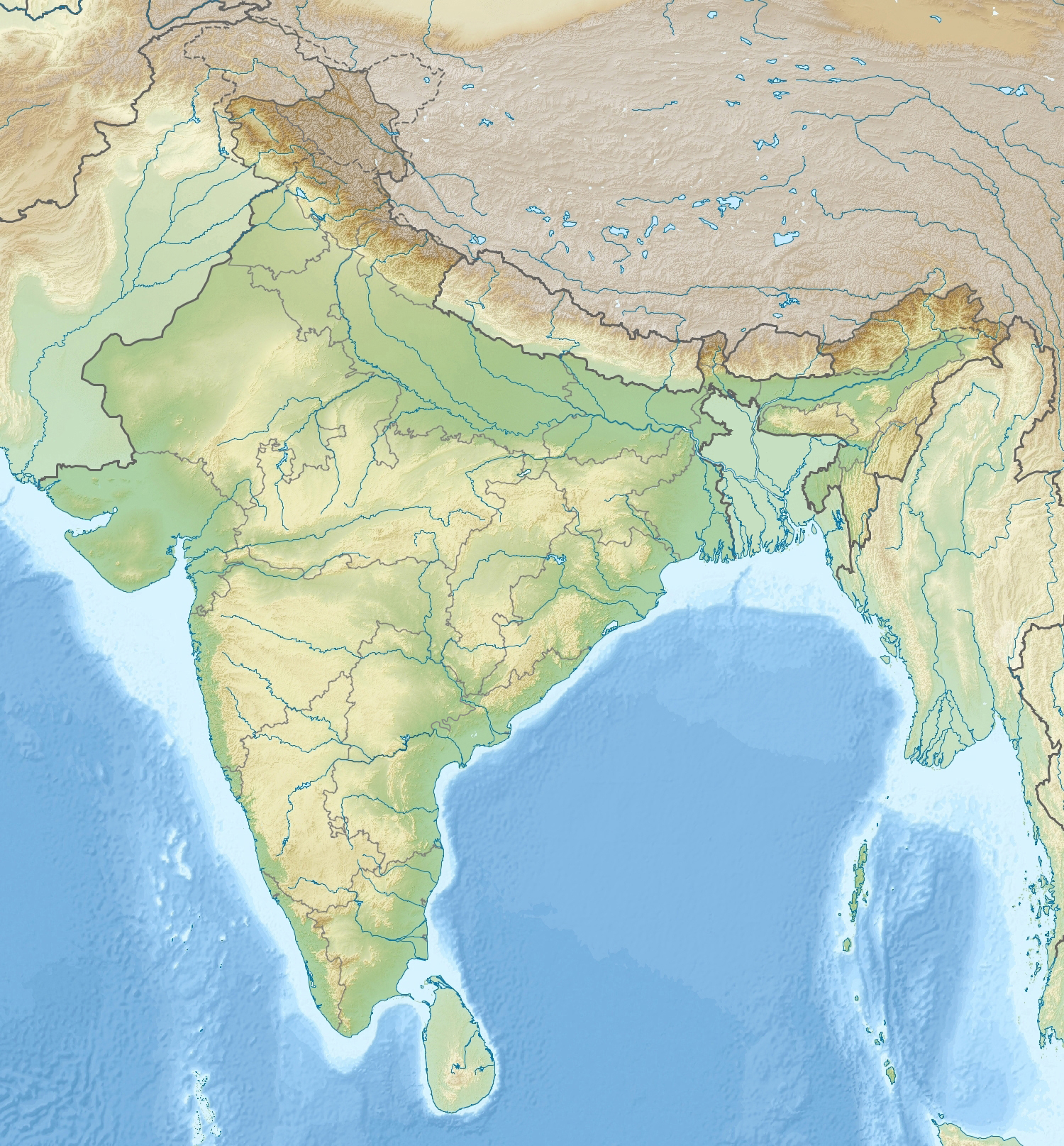
Рельєф Індії
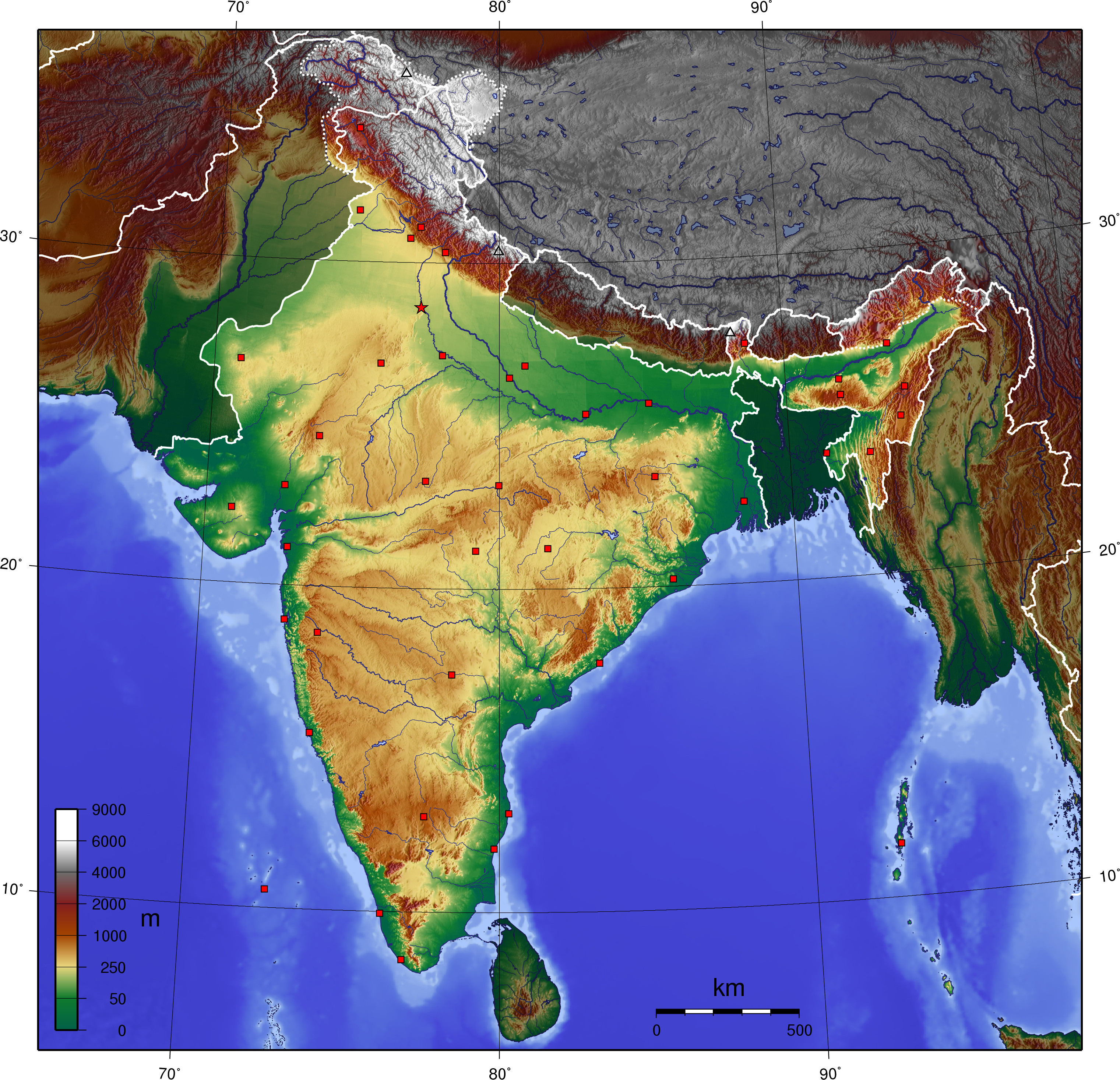
Гіпсометрична карта Індії
Рельєф Індії
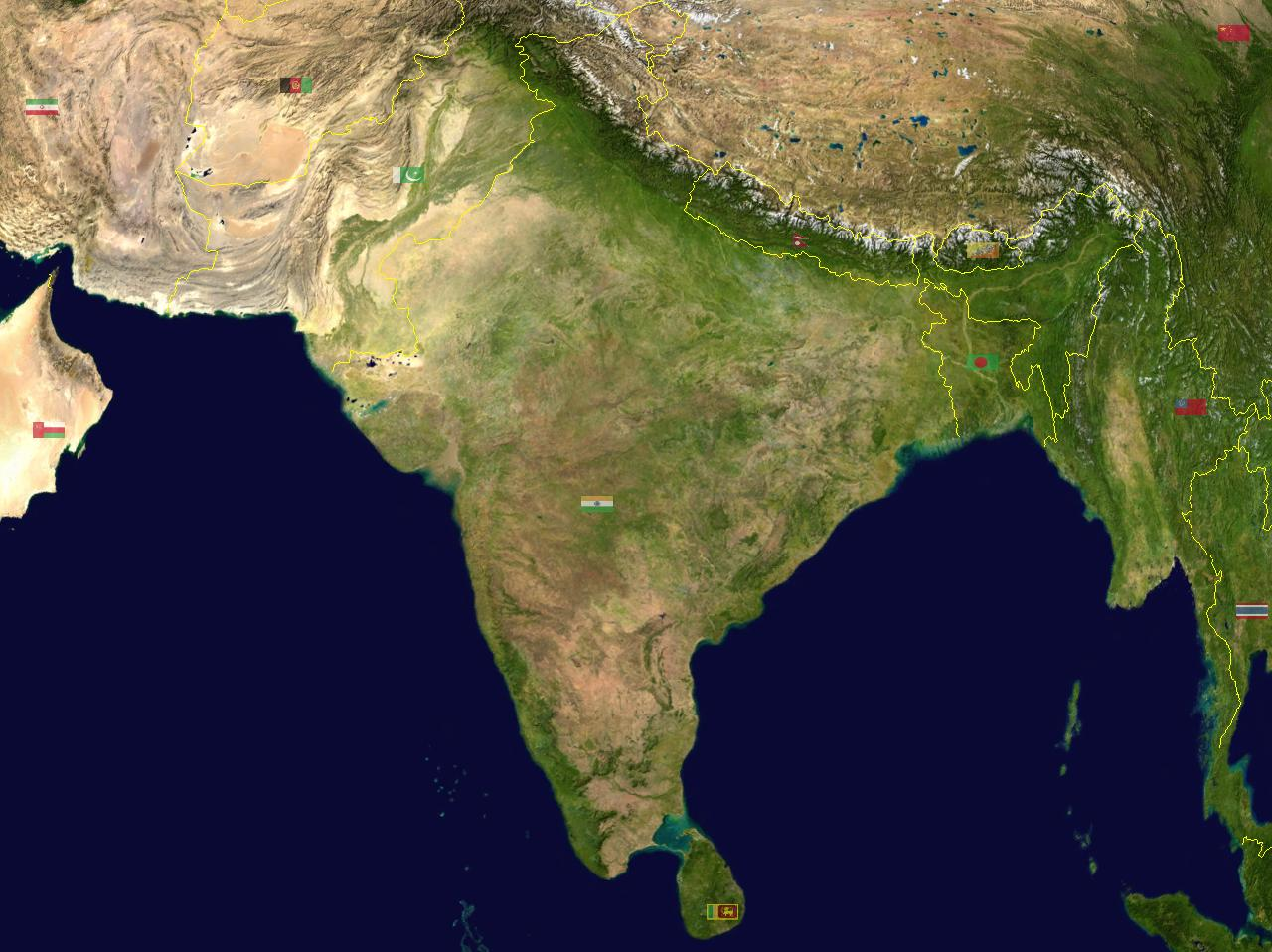
Супутниковий знімок поверхні країни
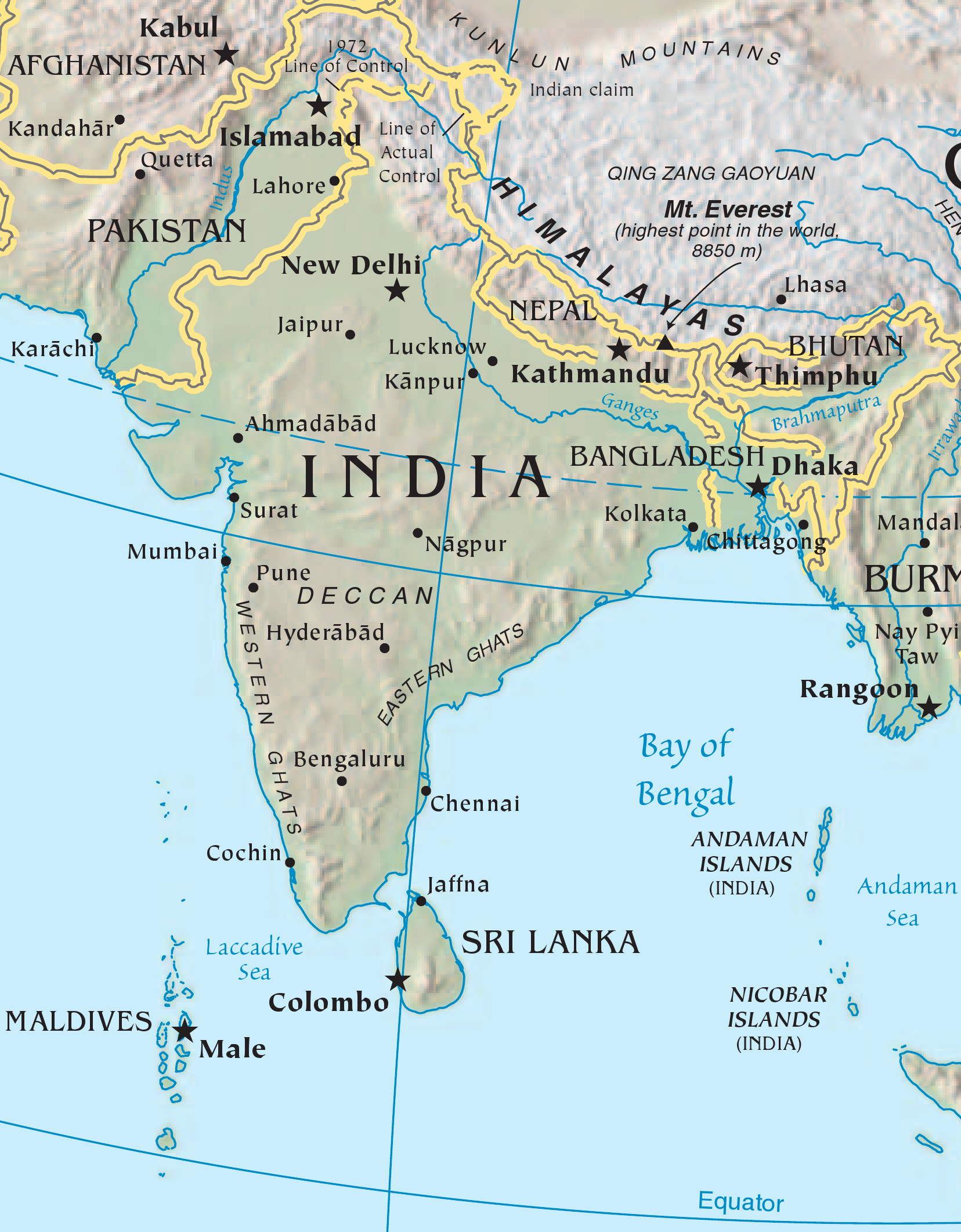
Карта країни (англ.)

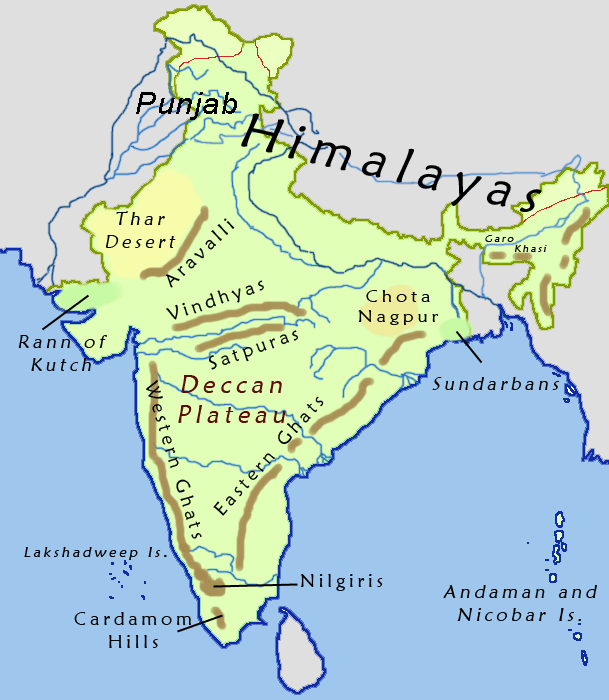
Орографічна схема Індії
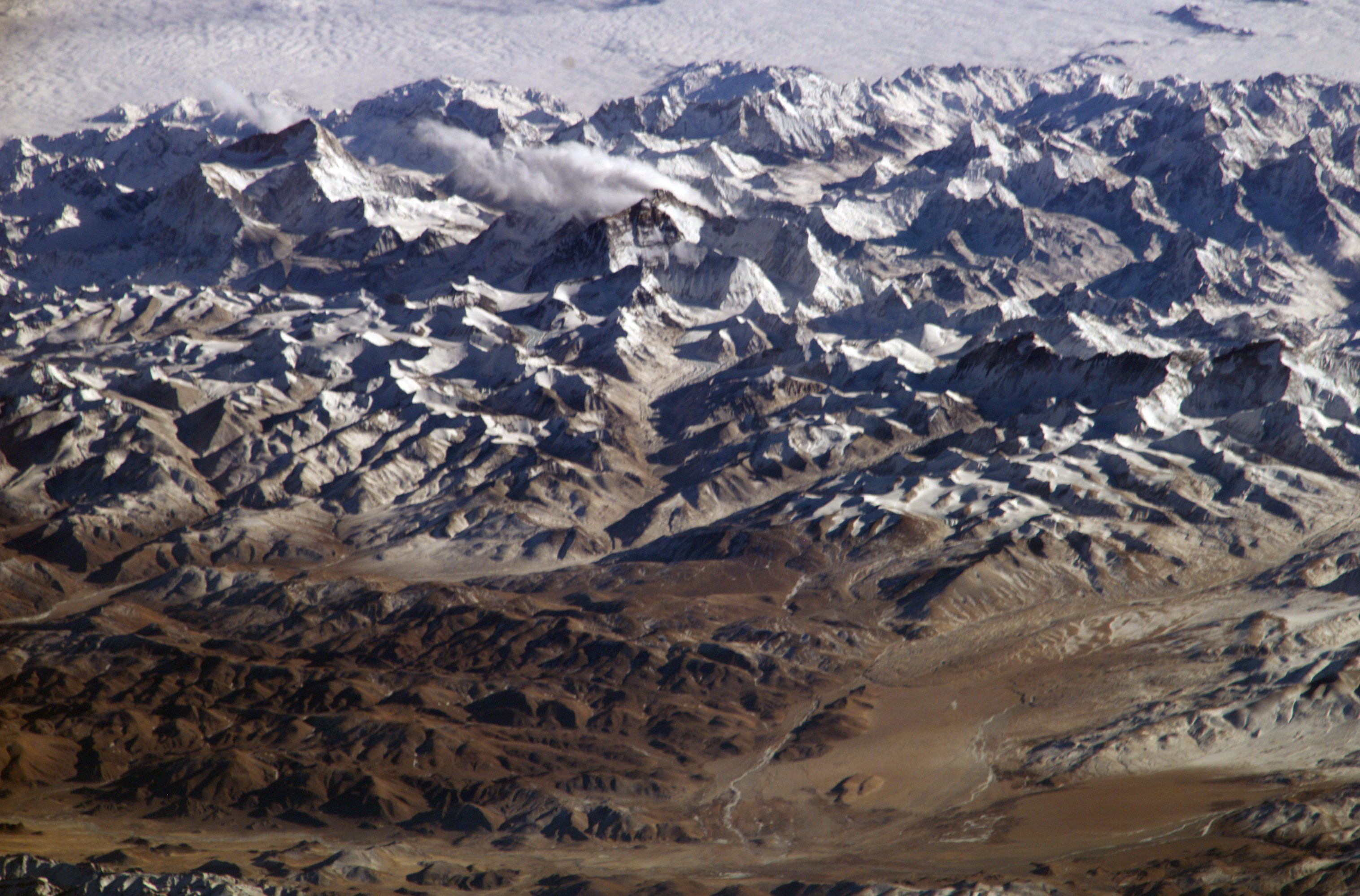
Гімалаї
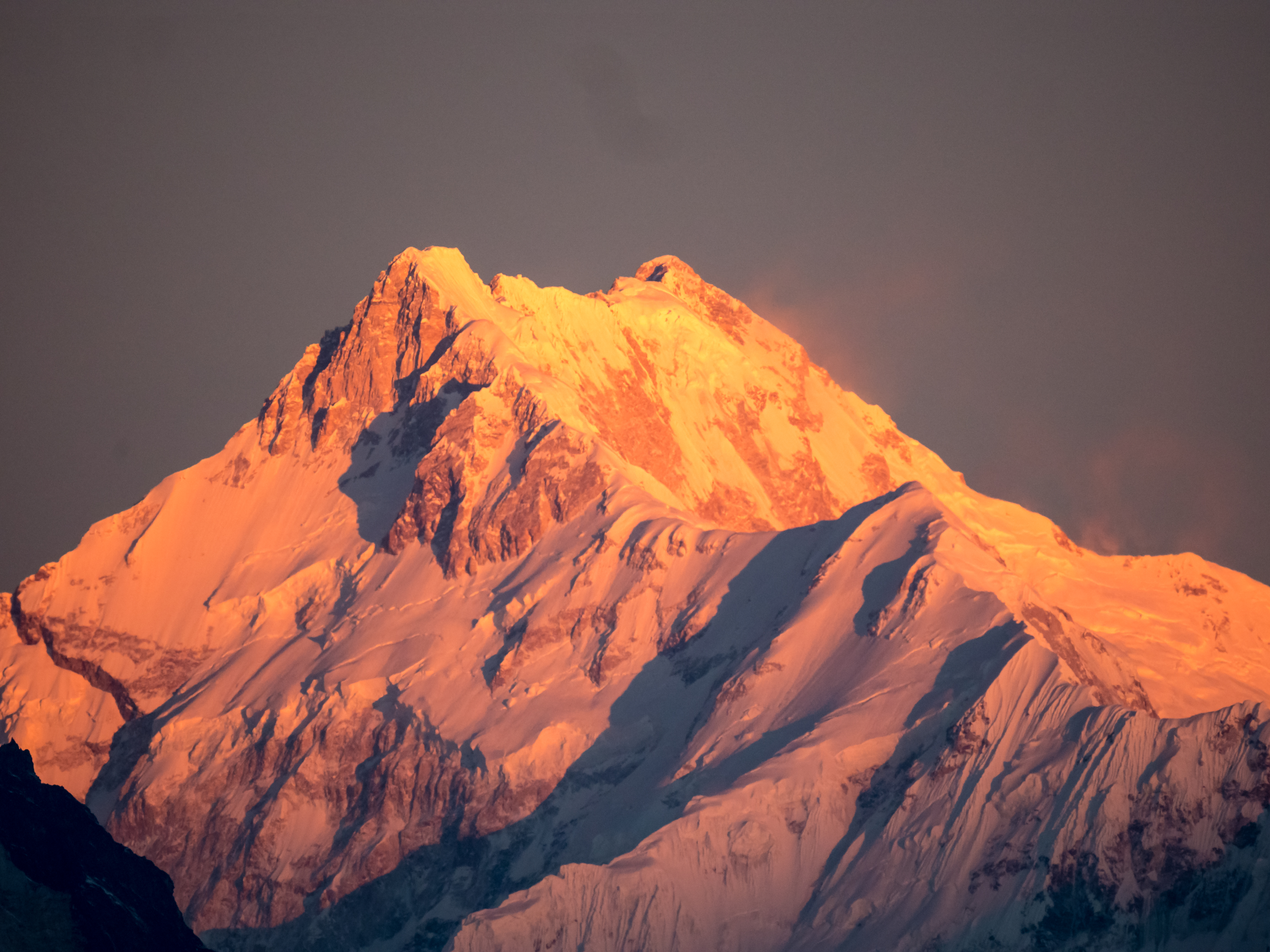
Гора Канченджанга
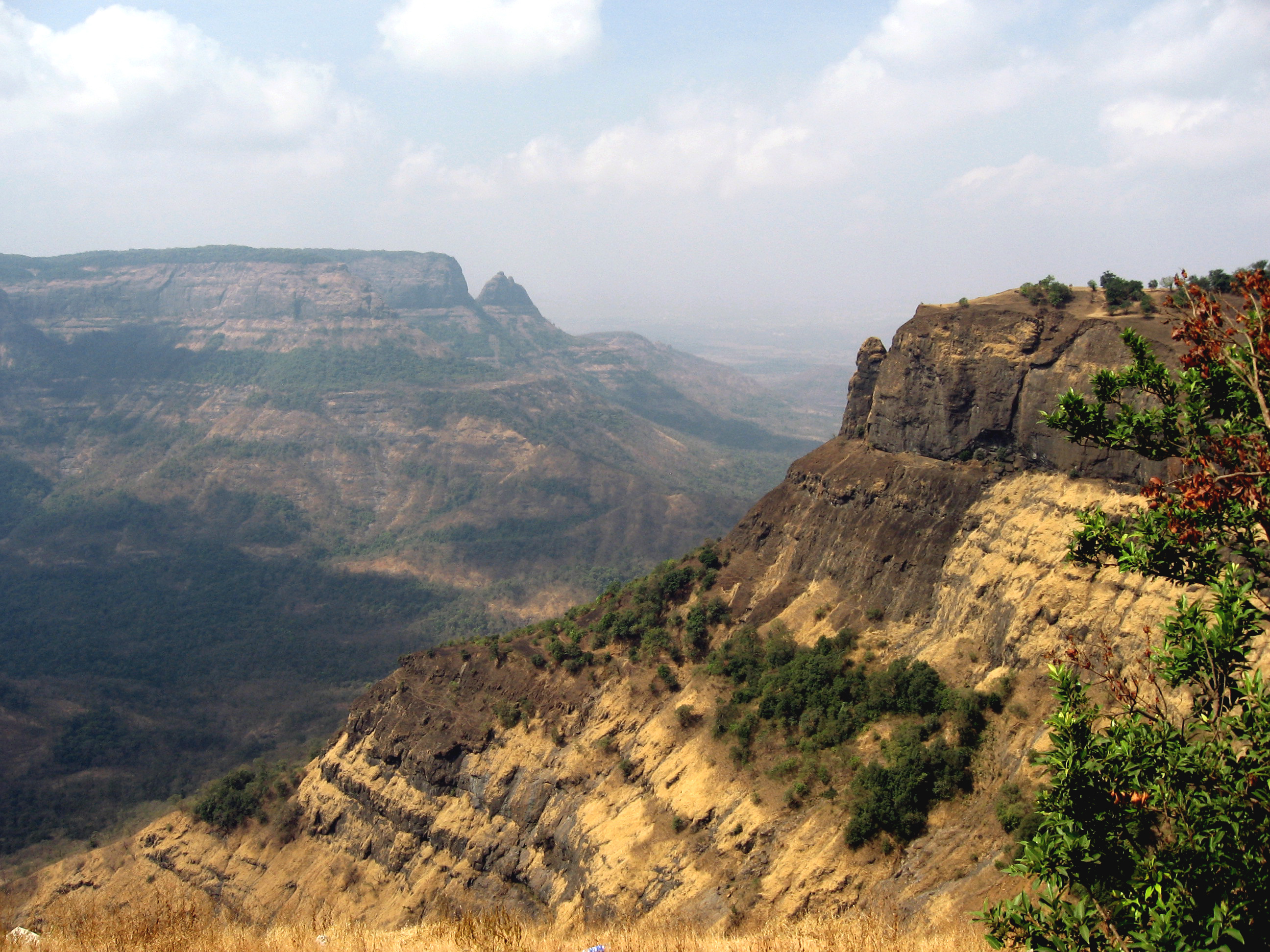
Західні Гати
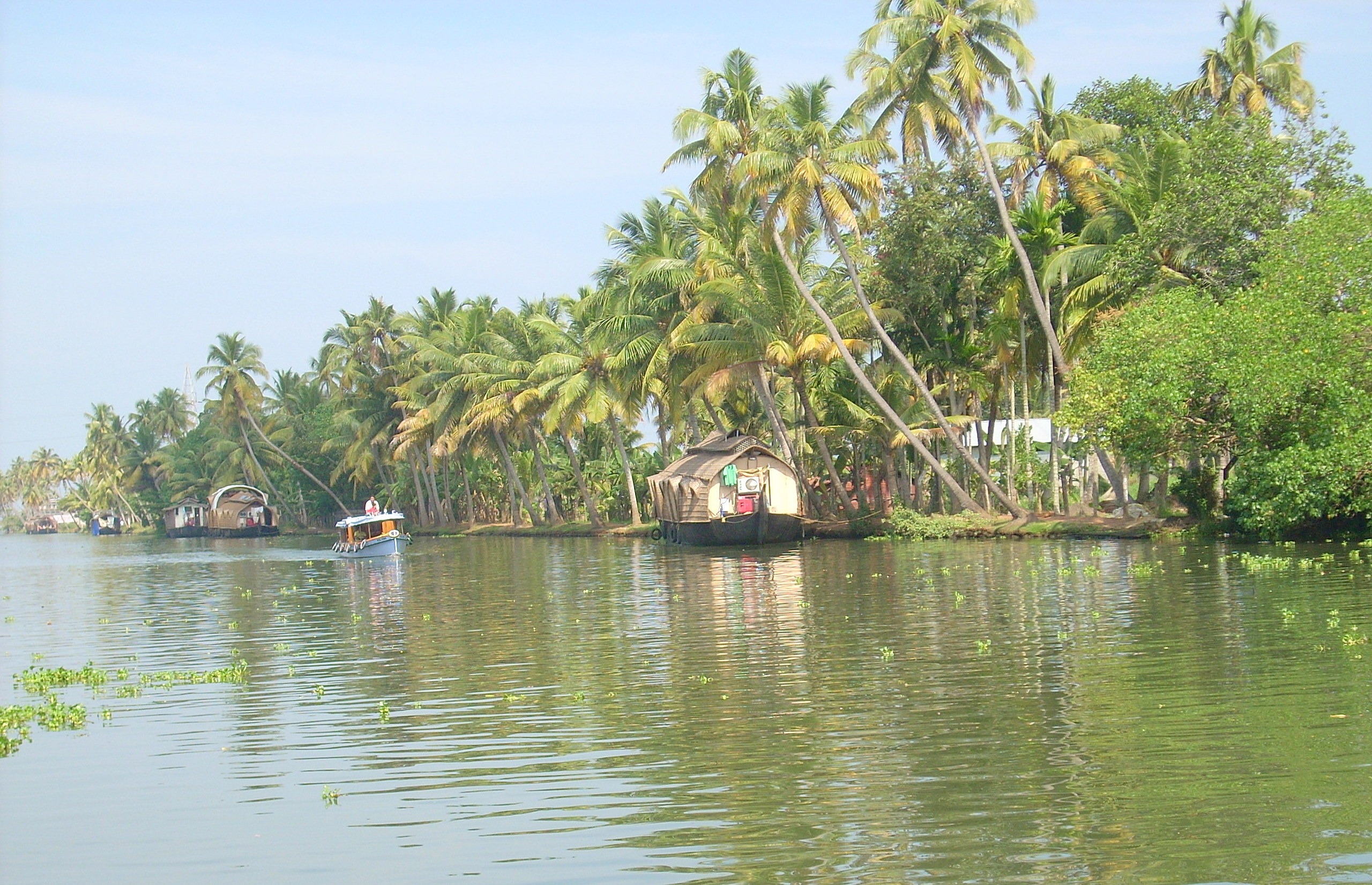
Куттанад

### Острови
На південному заході в Аравійському морі Індії належать архіпелаг Лаккадівські острови. На південному сході на межі Бенгальської затоки і Андаманського моря країні належать Андаманські та Нікобарські острови.

## Клімат
Територія Індії лежить у субекваторіальному кліматичному поясі, регіон Джамму і Кашмір — у субтропічному високогірному. Влітку переважають екваторіальні повітряні маси, взимку — тропічні. Влітку вітри дмуть від, а взимку до екватора. Сезонні амплітуди температури повітря незначні, зимовий період не набагато прохолодніший за літній. Проте, мають місце і сплески температури навколишнього середовища. Так, 7 травня 2023 року, влада Індії повідомила, що в деяких районах країни температура перевищила норму на 3-4 °C. 17 червня 2023 року, Метеорологічний департамент Індії повідомив, що в районі Баллія, приблизно за 300 кілометрів на південний схід від міста Лакхнау, столиці штату Уттар-Прадеш, була  зафіксована максимальна температура в 42,2 °C, що на 4,7 °C вище за норму, в результаті чого загинуло щонайменше 34 особи. У літньо-осінній період з морів та океанів часто надходять тропічні циклони, а на сході й в центрі субконтиненту взимку виразний сухий сезон, недостатнє зволоження.

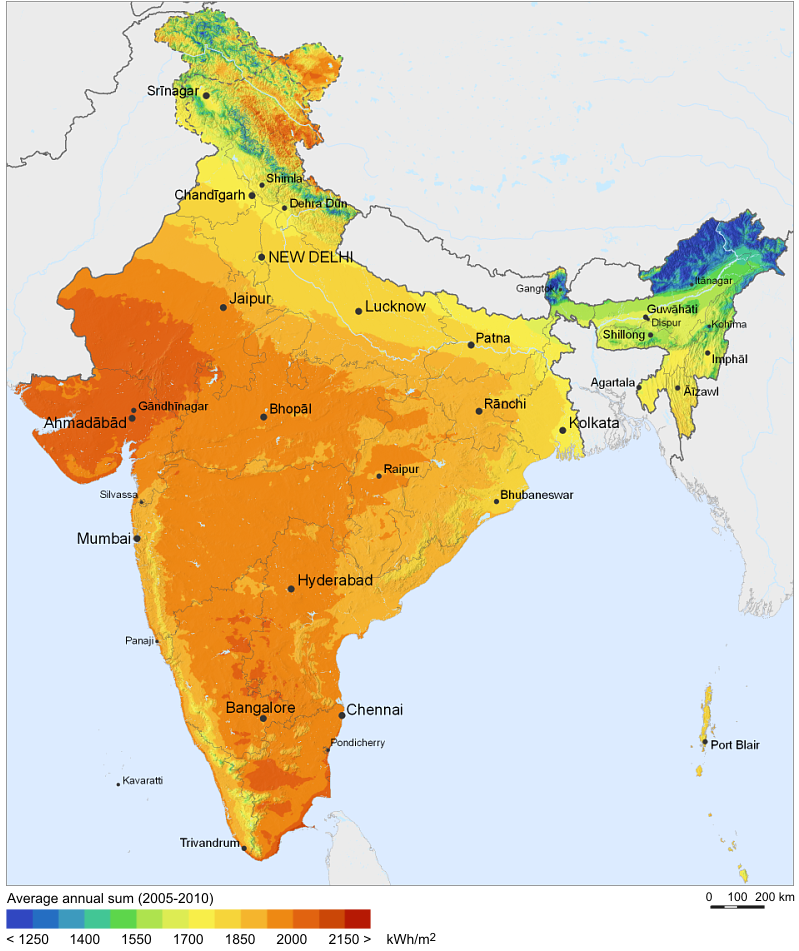
Сонячна радіація (англ.)
Кліматична карта Індії (за Кеппеном)
Карта розподілу атмосферних опадів
Карта сили і регулярності вітрів

Індія є членом Всесвітньої метеорологічної організації (WMO), в країні ведуться систематичні спостереження за погодою.

## Внутрішні води
Загальні запаси відновлюваних водних ресурсів (ґрунтові і поверхневі прісні води) становлять 1911 км³. Станом на 2012 рік в країні налічувалось 667 тис. км² зрошуваних земель.

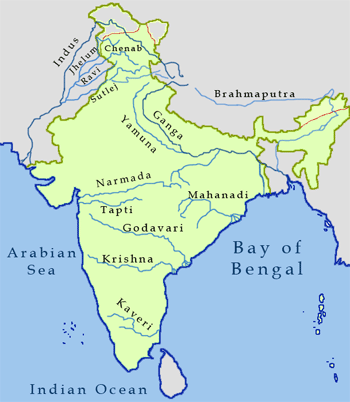
Гідрографічна мережа Індії
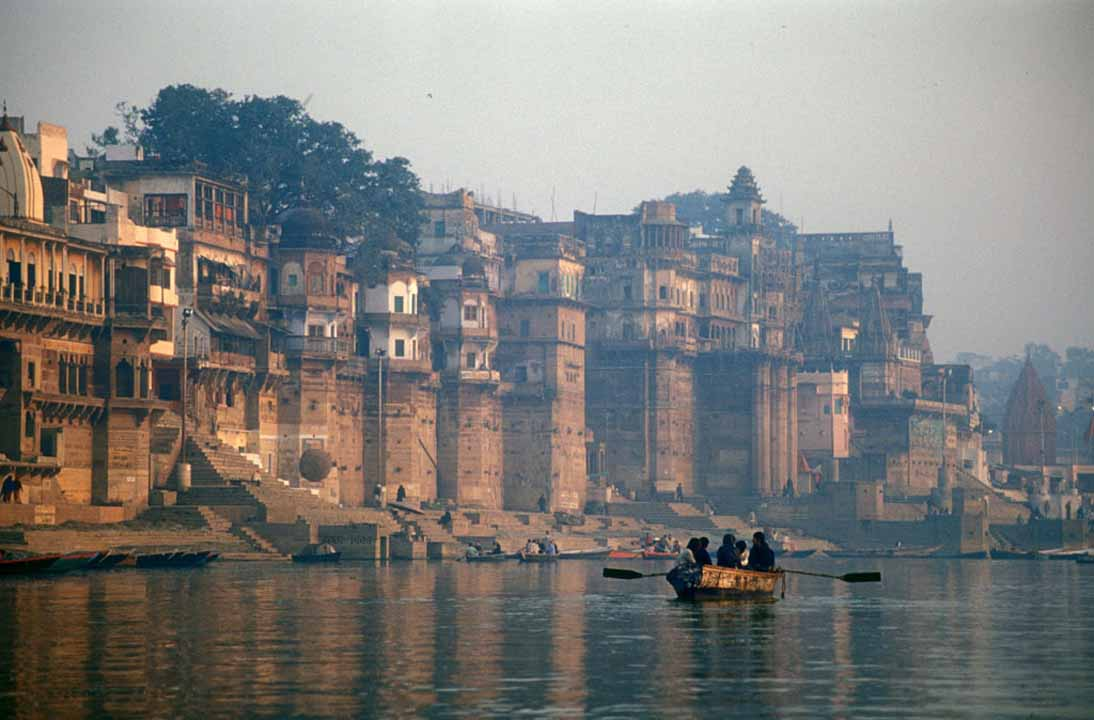
Ганг у Варанасі

### Річки
Річки країни належать басейну Індійського океану. Основні річки: Ганг, Інд, Брахмапутра, Нармада, Годаварі, Крішна.

## Рослинність
Земельні ресурси Індії (оцінка 2011 року):
- придатні для сільськогосподарського обробітку землі — 60,5 %,
  - орні землі — 52,8 %,
  - багаторічні насадження — 4,2 %,
  - землі, що постійно використовуються під пасовища — 3,5 %;
- землі, зайняті лісами і чагарниками — 23,1 %;
- інше — 16,4 %[1].

## Тваринний світ
У зоогеографічному відношенні майже вся територія країни відноситься до:
- Індійської провінції, а крайній схід до Індокитайської провінції Індійсько-Індокитайської підобласті Індо-малайської області;
- крайній захід (пустеля Тар) — до Ірано-Турецької провінції Середземноморської підобласті Голарктичної області;
- Кашмір — до Нагірно-Азійської, Гімалаї — до Гімалайсько-Юньнанської провінції Китайсько-Гімалайської підобласті Голарктичної області[10].

## Охорона природи
Індія є учасником ряду міжнародних угод з охорони навколишнього середовища:
- Мадридського протоколу про охорону навколишнього середовища до Договору про Антарктику,
- Конвенції про біологічне різноманіття (CBD),
- Рамкової конвенції ООН про зміну клімату (UNFCCC),
- Кіотського протоколу до Рамкової конвенції,
- Конвенції ООН про боротьбу з опустелюванням (UNCCD),
- Конвенції про міжнародну торгівлю видами дикої фауни і флори, що перебувають під загрозою зникнення (CITES),
- Конвенції про заборону військового впливу на природне середовище (ENMOD),
- Базельської конвенції протидії транскордонному переміщенню небезпечних відходів,
- Конвенції з міжнародного морського права,
- Монреальського протоколу з охорони озонового шару,
- Міжнародної конвенції запобігання забрудненню з суден (MARPOL),
- Міжнародної угоди про торгівлю тропічною деревиною 1983 і 1994 років,
- Рамсарської конвенції із захисту водно-болотних угідь[14],
- Міжнародної конвенції з регулювання китобійного промислу[1].

## Стихійні лиха та екологічні проблеми
На території країни спостерігаються небезпечні природні явища і стихійні лиха:
- посухи; несподівані паводок і катастрофічні повіді під час сезону мусонів;
- руйнівні шторми на узбережжі;
- землетруси в районі Гімалаїв;
- активний вулканізм на Андаманських островах, вулкан Баррен (354 м) активний протягом останніх років[1].

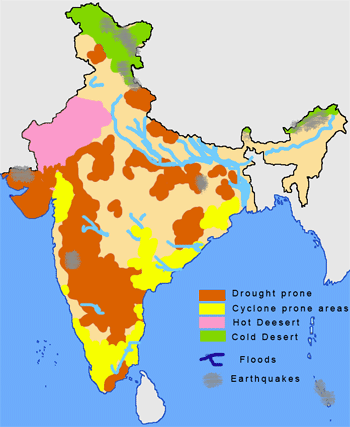
Зони поширення стихійних лих (англ.)
Зони кліматичних лих
Зони підтоплень

Серед екологічних проблем варто відзначити:
- знеліснення;
- ерозію ґрунтів;
- перевипасання;
- спустелювання;
- забруднення повітря транспортними засобами та промисловими підприємствами;
- забруднення вод побутовими стоками та сільськогосподарськими хімікатами;
- більшість ресурсів питної води країни не відповідають санітарним нормам;
- величезне населення індійського субконтиненту становить потенційну загрозу здатності відновлюватись для природних екосистем.

## Фізико-географічне районування
У фізико-географічному відношенні територію Індії можна розділити на _ райони, що відрізняються один від одного рельєфом, кліматом, рослинним покривом: .

### Українською
- Атлас світу / голов. ред. І. С. Руденко ; зав. ред. В. В. Радченко ; відп. ред. О. В. Вакуленко. — К. : ДНВП «Картографія», 2005. — 336 с. — ISBN 9666315467.
- Атлас. 7 клас. Географія материків і океанів / Укладачі О. Я. Скуратович, Н. І. Чанцева. — К. : ДНВП «Картографія», 2014.
- Бєлозоров С. Т. Географія материків. — К. : Вища школа, 1971. — 371 с.
- Барановська О. В. Фізична географія материків і океанів : навч. посіб. для студентів ВНЗ : [у 2 ч.]. — Н. : Ніжинський державний університет ім. Миколи Гоголя, 2013. — 306 с. — ISBN 978-617-527-106-3.
- Індія // Гірничий енциклопедичний словник : [у 3-х тт.] / за ред. В. С. Білецького. — Д. : Східний видавничий дім, 2004. — Т. 3. — 752 с. — ISBN 966-7804-78-X.
- Дубович І. А. Країнознавчий словник-довідник. — 5-те вид., перероб. і доп. — К. : Знання, 2008. — 839 с. — ISBN 978-966-346-330-8.
- Панасенко Б. Д. Фізична географія материків : навч. посіб. : в 2 ч. — В. : ЕкоБізнесЦентр, 1999. — 200 с.
- Фізична географія материків та океанів : підруч. для студ. вищ. навч. закл. : у 2 т / за ред. П. Г. Шищенка. — К. : Видавництво Київського нац. ун-т ім. Т. Шевченка, 2009. — Т. 1. : Азія. — 643 с. — ISBN 978-966-439-257-7.
- Юрківський В. М. Регіональна економічна і соціальна географія. Зарубіжні країни: Підручник. — 2-ге. — К. : Либідь, 2001. — 416 с. — ISBN 966-06-0092-5.

### Англійською
- (англ.) Graham Bateman. The Encyclopedia of World Geography. — Andromeda, 2002. — 288 с. — ISBN 1871869587.

### Російською
- (рос.) Авакян А. Б., Салтанкин В. П., Шарапов В. А. Водохранилища. — М. : Мысль, 1987. — 326 с. — (Природа мира)
- (рос.) Алисов Б. П., Берлин И. А., Михель В. М. Курс климатологии [в 3-х тт.] / под. ред. Е. С. Рубинштейна. — Л. : Гидрометиздат, 1954. — Т. 3. Климаты земного шара. — 320 с.
- (рос.) Апродов В. А. Вулканы. — М. : Мысль, 1982. — 368 с. — (Природа мира)
- (рос.) Апродов В. А. Зоны землетрясений. — М. : Мысль, 2010. — 462 с. — (Природа мира) — ISBN 978-5-244-01122-7.
- (рос.) Бабаев А. Г., Зонн И. С., Дроздов Н. Н., Фрейкин З. Г. Пустыни. — М.  : Мысль, 1986. — 320 с. — (Природа мира)
- (рос.) Букштынов А. Д., Грошев Б. И., Крылов Г. В. Леса. — М. : Мысль, 1981. — 316 с. — (Природа мира)
- (рос.) Власова Т. В. Физическая география материков. С прилегающими частями океанов. Евразия, Северная Америка. — 4-е, перераб. — М. : Просвещение, 1986. — 417 с.
- (рос.) Гвоздецкий Н. А. Карст. — М. : Мысль, 1981. — 214 с. — (Природа мира)
- (рос.) Гвоздецкий Н. А., Голубчиков Ю. Н. Горы. — М. : Мысль, 1987. — 400 с. — (Природа мира)
- (рос.) Долгушин Л. Д., Осипова Г. Б. Ледники. — М. : Мысль, 1989. — 448 с. — (Природа мира) — ISBN 5-244-00315-1.
- (рос.) Географический энциклопедический словарь: географические названия / под. ред. А. Ф. Трёшникова. — 2-е изд., доп. — М. : Советская энциклопедия, 1989. — 585 с. — ISBN 5-85270-057-6.
- (рос.) Исаченко А. Г., Шляпников А. А. Ландшафты. — М. : Мысль, 1989. — 504 с. — (Природа мира) — ISBN 5-244-00177-9.
- (рос.) Каплин П. А., Леонтьев О. К., Лукьянова С. А., Никифоров Л. Г. Берега. — М. : Мысль, 1991. — 480 с. — (Природа мира) — ISBN 5-244-00449-2.
- (рос.) Словарь современных географических названий / под общей редакцией акад. В. М. Котлякова. — Екатеринбург : У-Фактория, 2006.
- (рос.) Литвин В. М., Лымарев В. И. Острова. — М. : Мысль, 2010. — 288 с. — (Природа мира) — ISBN 978-5-244-01129-6.
- (рос.) Лобова Е. В., Хабаров А. В. Почвы. — М. : Мысль, 1983. — 304 с. — (Природа мира)
- (рос.) Максаковский В. П. Географическая картина мира. Книга I: Общая характеристика мира. — М. : Дрофа, 2008. — 495 с. — ISBN 978-5-358-05275-8.
- (рос.) Максаковский В. П. Географическая картина мира. Книга II: Региональная характеристика мира. — М. : Дрофа, 2009. — 480 с. — ISBN 978-5-358-06280-1.
- (рос.) Індія // Поспелов Е. М. Топонимический словарь. — М. : АСТ, 2005. — 229 с. — ISBN 5-17-016407-6.
- (рос.) Пфеффер П. Азия. — М. : Прогресс, 1982. — 316 с. — (Континенты, на которых мы живем)
- (рос.) География / под ред. проф. А. П. Горкина. — М. : Росмэн-Пресс, 2006. — 624 с. — (Современная иллюстрированная энциклопедия) — ISBN 5-353-02443-5.
- (рос.) Физико-географический атлас мира. — М. : Академия наук СССР и Главное управление геодезии и картографии ГУГК СССР, 1964. — 298 с.
- (рос.) Энциклопедия стран мира / глав. ред. Н. А. Симония. — М. : НПО «Экономика» РАН, отделение общественных наук, 2004. — 1319 с. — ISBN 5-282-02318-0.